# Жданович, Юрий Олегович
Ю́рий Оле́гович Жда́нович (род. 6 марта 1998, Пинск, Брестская область, Белоруссия) — белорусский профессиональный хоккеист, защитник. Ныне тренер юниорской команды из системы хоккейного клуба «Брест».

## Биография
Юрий Жданович родился 6 марта 1998 года в городе Пинск Брестской области. Является воспитанником хоккейной школы солигорского «Шахтёра», за который и начал свою профессиональную карьеру. В 2015 году стал игроком клуба из Жлобина «Металлург-2». Сыграл за клуб 35 матчей, набрал в них 4 (0+4) очка. В 2016 году продолжил карьеру в студенческой хоккейной лиги России за клуб из Смоленска. В 2017 году подписал контракт с клубом из Жлобина «Металлург», но в основном играл за фарм-клуб «Металлург-2». В сезоне 2018/19 завершил игровую карьеру.
В сезоне 2023/2024 стал главным тренером юниорской команды из системы хоккейного клуба «Брест».

## Статистика
| Легенда | Легенда                    | Легенда | Легенда                   | Легенда | Легенда    |
| ------- | -------------------------- | ------- | ------------------------- | ------- | ---------- |
| И       | Количество проведённых игр | Штр     | Штрафное время            | +/−     | Плюс-минус |
| Г       | Голы                       | П       | Голевые передачи          | О       | Очки       |
| -       | Статистика неизвестна      | —       | Статистика не учитывалась |         |            |